# Minneota
Minneota é uma cidade localizada no estado americano de Minnesota, no Condado de Lyon.

## Demografia
Segundo o censo americano de 2000, a sua população era de 1449 habitantes.
Em 2006, foi estimada uma população de 1370, um decréscimo de 79 (-5.5%).

## Geografia
De acordo com o United States Census Bureau tem uma área de
3,8 km², dos quais 3,8 km² cobertos por terra e 0,0 km² cobertos por água. Minneota localiza-se a aproximadamente 360 m acima do nível do mar.

## Localidades na vizinhança
O diagrama seguinte representa as localidades num raio de 20 km ao redor de Minneota.